# Антипатріотизм
Антипатріотизм (від дав.-гр. anti — проти та дав.-гр. patriotes — батьківщина) — ідеологічний напрямок, світогляд, побудований на критиці патріотизму, вороже почуття до батьківщини.